# Heidenau (Harburgi járás)
Heidenau település Németországban, azon belül Alsó-Szászország tartományban. Lakosainak száma 2365 fő (2023. december 31.). Heidenau Hollenstedt, Regesbostel és Halvesbostel községekkel határos.

## Népesség
A település népességének változása:
| Lakosok száma | 2241 | 2222 | 2253 | 2304 | 2343 | 2365 |
|               | 2016 | 2017 | 2019 | 2021 | 2022 | 2023 |